# Kemi
Kemi é um município da Finlândia, na província de Lappi, com cerca de 22 561 habitantes. Situada na foz do rio Kemijoki, possui minas de cromite e uma central elétrica nas suas proximidades, bem como indústrias de celulose. Também é conhecida por ser a terra natal da banda Sonata Arctica.

## Cidades-irmãs
- Tromsø, Noruega (desde 1940)
- Volgogrado, Rússia (desde 1953)
- Székesfehérvár, Hungria
- Lula, Suécia
- Liptovský Mikuláš, Eslováquia
- Newtownards, Irlanda do Norte